# Eburia powelli
Eburia powelli là một loài bọ cánh cứng trong họ Cerambycidae.